# Tylogonium nivifidele
Tylogonium nivifidele är en mångfotingart som beskrevs av Pius Strasser 1937. Tylogonium nivifidele ingår i släktet Tylogonium och familjen Attemsiidae. Inga underarter finns listade i Catalogue of Life.